# Lóránt Majthényi
Lóránt Majthényi (* 7. února 1947 Dobrohošť) je bývalý československý fotbalový brankář maďarské národnosti.

## Hráčská kariéra
Začínal v rodném Dobrohošti, dále hrál v Šamoríně. Hráčem Interu Bratislava se stal v roce 1965, v sezonách 1966/67 a 1967/68 byl na ZVS v Dukle Banská Bystrica. V československé lize hrál za Duklu Banská Bystrica (podzim 1968) a Inter Bratislava (jaro 1969 – podzim 1974). V lednu 1975 přestoupil do DAC Poľnohospodár Dunajská Streda, kde působil až do podzimu 1981 a zažil s ním postup z mistrovství kraje až do druhé ligy. Kariéru ukončil v mateřském oddílu ve věku 40 let.

## Ligová bilance
Zdroje: 
| Ročník                                           | Zápasy | Góly | Klub                                 |
| ------------------------------------------------ | ------ | ---- | ------------------------------------ |
| 2. československá fotbalová liga 1967/68 – sk. B | -      | 0    | AŠD Dukla Banská Bystrica            |
| 1. československá fotbalová liga 1968/69         | 2      | 0    | AŠD Dukla Banská Bystrica            |
| 1. československá fotbalová liga 1968/69         | 4      | 0    | TJ Inter Slovnaft Bratislava         |
| 1. československá fotbalová liga 1969/70         | 14     | 0    | TJ Inter Slovnaft Bratislava         |
| 1. československá fotbalová liga 1970/71         | 30     | 0    | TJ Inter Slovnaft Bratislava         |
| 1. československá fotbalová liga 1971/72         | 21     | 0    | TJ Inter Slovnaft Bratislava         |
| 1. československá fotbalová liga 1973/74         | 16     | 0    | TJ Inter Slovnaft Bratislava         |
| 1. československá fotbalová liga 1974/75         | 2      | 0    | TJ Inter Slovnaft Bratislava         |
| 1. slovenská národní fotbalová liga 1980/81      | 29     | 0    | TJ DAC Poľnohospodár Dunajská Streda |
| 1. slovenská národní fotbalová liga 1981/82      | 3      | 0    | TJ DAC Poľnohospodár Dunajská Streda |
| CELKEM                                           | 89     | 0    |                                      |

## Trenérská kariéra
- 1980/81, TJ DAC Poľnohospodár Dunajská Streda – na jaře 1981 byl hrajícím asistentem Vladimíra Hrivnáka
- 1997/98, 1. FC DAC Dunajská Streda – asistent Ladislava Škorpila a trenér brankářů
- 2002/03, FK DAC 1904 Dunajská Streda – na podzim 2002 asistentem Tibora Szabana (2. liga)

Jako hlavní trenér vedl např. Kostolné Kračany.